# Valea Popii (Priboieni), Argeș
Valea Popii este un sat în comuna Priboieni din județul Argeș, Muntenia, România.